# Eudarcia defluescens
Eudarcia defluescens är en fjärilsart som beskrevs av Edward Meyrick 1934. Eudarcia defluescens ingår i släktet Eudarcia och familjen äkta malar.
Artens utbredningsområde är Taiwan. Inga underarter finns listade i Catalogue of Life.